# 李增 (成化進士)
李增，字廷重，直隸保定府新城县人，官籍，明朝政治人物。進士出身。

## 生平
早年出身國子生，順天府鄉試第七十九名。成化十四年（1478年）戊戌科會試第二百九十一名，殿試登進士第三甲第一百六十名。授洛阳县知县，升温州府同知。

## 家族
曾祖父李德，曾任百戶。祖父李友，曾任百戶。父亲李良。